# Feliks Jaworski
Feliks Jaworski (ur. 6 maja?/18 maja 1892 w Cyganówce Balińskiej na północ od Balina, zm. po 1938) – major kawalerii Wojska Polskiego, kawaler Orderu Virtuti Militari.

## Życiorys
Syn Ludomira i Moniki z Romiszewskich – bratanicy gen. Władysława Romiszewskiego i wnuczki marszałka szlachty kamienieckiej Wincentego Leśniewicza. Siostrzeniec płk. Czesława Romiszewskiego.
W 1912 ukończył gimnazjum w Kamieńcu Podolskim, a następnie studiował agronomię. Po wybuchu I wojny światowej wstąpił ochotniczo do 12 Pułku Huzarów, w którego szeregach walczył na froncie niemiecko-austriackim. Ukończył Szkołę Kawalerii w Jelizawietgradzie, a następnie służąc w 17 Pułku Huzarów otrzymał w październiku 1915 nominację na podporucznika. Uczestniczył w walkach na froncie wschodnim. W 1916 dowodził m.in. atakiem na pozycje zajmowane przez legionistów Józefa Piłsudskiego. Po otrzymaniu kolejnego awansu w tym samym pułku do stopnia porucznika został dowódcą szwadronu karabinów maszynowych.
Od kwietnia 1917 jako dowódca konnego oddziału zwiadowców pełnił służbę w 3 pułku Strzelców Polskich. 7 kwietnia 1917 tworzył Polski Szturmowy Szwadron Huzarów, z którym walczył do czasu załamania się frontu rosyjskiego. Podczas walk z chłopami atakującymi dwory w rejonie Płoskirowa został ranny. Po zawarciu układu z magnatem Józefem Potockim podjął się ochrony jego rezydencji w Antoninach. Zbuntowanych chłopów zabijał, a wsie palił.

Nazwisko Jaworskiego, do niedawna nikomu nie znane i nic nie mówiące, zaczęło nagle rosnąć, rozbrzmiewać i nabierać tego specjalnego dźwięku, z jakim przez dwa lata następne każdy mieszkaniec Wołynia miał wymawiać słowa: Jaworski i Jaworczycy (…) W owym pamiętnym grudniu 1917 w Antoninach stały dwie odrębne organizacje wojskowe, wzajemnie od siebie niezależne (…) świeżo powstający 2. pułk ułanów, formułujący się na Wołyniu z polecenia jenerała Dowbora-Muśnickiego, i znany już oddział Jaworskiego, niegdyś batalion szturmowy imienia jenerała Korniłowa, później oddział partyzancki, luźnie przyłączony do VII rosyjskiej Armii. Korzystając ze swobody samookreślenia narodowościowego, udzielonego przez rewolucję, oddział usunął spośród siebie żywioły rosyjski, zuchwale powiał amarantowym sztandarem i orzełkami na czapkach, a pieśnią na ustach junacko wykrzykując swą polskość, stanął w Płoskirowie, później w Antoninach jako wolny, polski oddział partyzancki, od żadnego dowództwa chwilowo niezależny (…) Żołnierze ubóstwiali go bez pamięci. Gdy po krwawej rozprawie pod Antoninami teść mój amputował nogę jednemu z rannych Jaworczyków, młodziutkiemu chłopcu, ten, widząc jego współczucie i żal, machnął ręką i powiedział: „Et, głupstwo, panie doktorze; nasz dowódca chwała Bogu, zdrów i cały.”

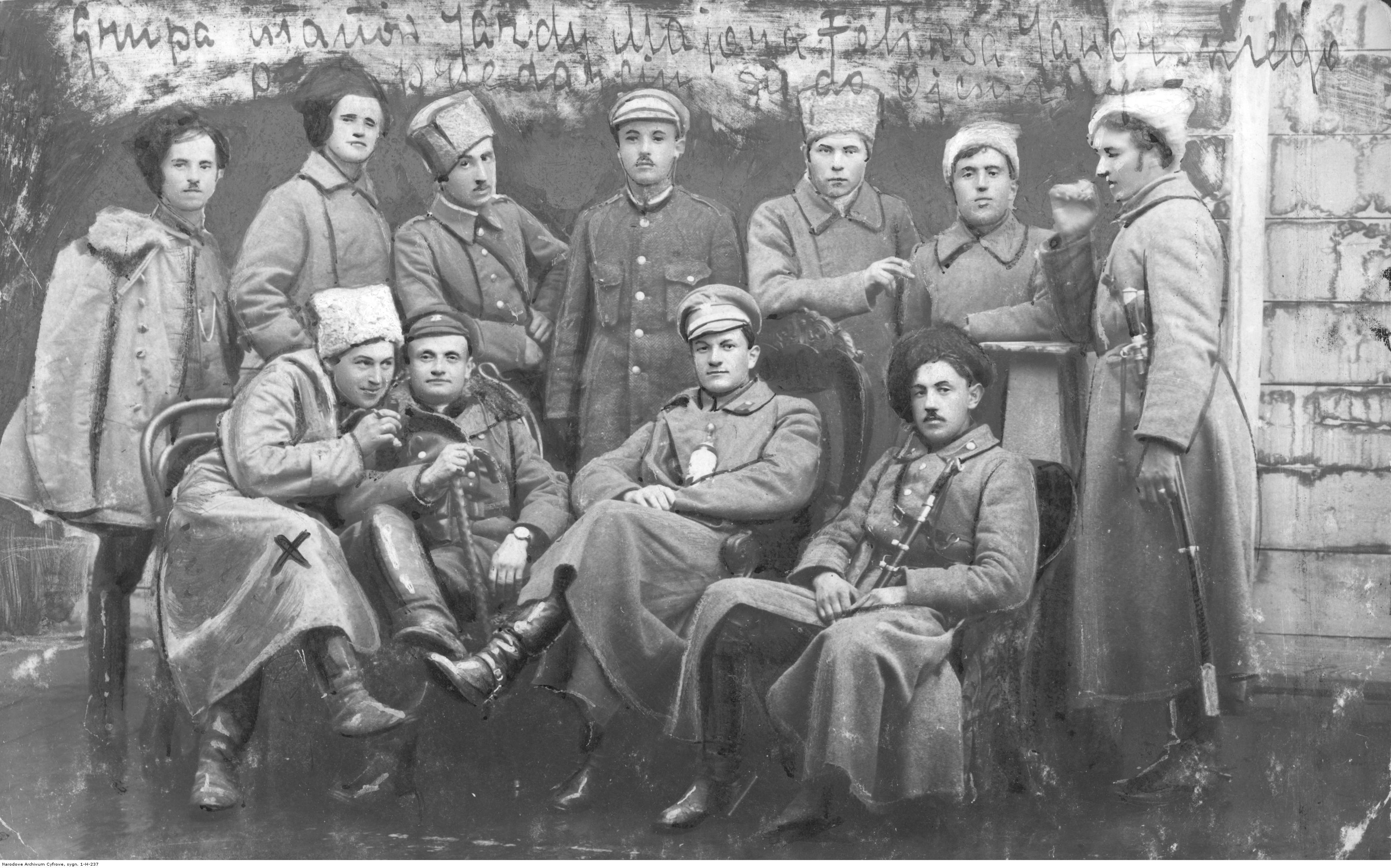
Grupa ułanów I Korpusu Polskiego mjr Feliksa Jaworskiego (siedzi pośrodku)

Ze szwadronem pod nazwą Oddzielny Dywizjon Szwoleżerów wszedł 22 stycznia 1918 w skład III Korpusu Polskiego, gdzie formował Pułk Szwoleżerów Polskich. Przez generała Michaelisa został awansowany w marcu 1918 do stopnia rotmistrza. 10 czerwca 1918 po kapitulacji III Korpusu ukrył we dworach broń oraz rynsztunek i stanął ze swoimi szwoleżerami na czele tajnej organizacji w Ludwipolu. Z małym oddziałem byłych szwoleżerów przedarł się 18 grudnia 1918 do Włodzimierza Wołyńskiego, gdzie dołączył do grupy majora Władysława Bończy. W czasie przedzierania się na tereny opanowane przez Polaków szwadron walczył z wojskami URL oraz bandami chłopskimi, wskutek czego poniósł znaczne straty. Jego siły, wynoszące na początku 140 ludzi (bez 60 ludzi z oddziału braci Golikowów) i 4 karabiny maszynowe, po przybyciu do Włodzimierza liczyły zaledwie 42 ludzi i 4 kaemy. Wkrótce jednak, dzięki licznemu napływowi ochotników (stanowili oni ¾ oddziału), do końca stycznia 1919 jego siły wzrosły do 8 oficerów, 102 podoficerów i szeregowych żołnierzy oraz 93 koni i 4 kaemów. Szwadron już od 18 grudnia 1918 brał udział w walkach z Ukraińcami, podczas których Feliks Jaworski został ranny. Wg Aleksandra Smolińskiego rtm. Jaworski

był oficerem w typie watażki, sprawującym nad podwładnymi władzę równą Bogu.

O rtm. Jaworskim i jego ludziach w następujący sposób pisała Zofia Kossak:

Oddział ten składał się prawie wyłącznie ze starych zabijaków, nieulękłych w bitwie, straszliwych w spotkaniu, surowych i karnych, nie dziwiących się niczemu. (…) Nie ulega wątpliwości, że partyzanci nie byliby sobą, gdyby nie mieli Jaworskiego, Jaworski zaś byłby niczym, gdyby nie miał partyzantów. Szwadron i dowódca tak dopełniali się ściśle, że trudno było pomyśleć jedno bez drugiego.

Od lutego 1919 dowodził Dywizjonem Jazdy Kresowej, a w marcu tego samego roku uzyskał stopień majora. Walczył na froncie wołyńskim pod Torczynem, gdzie objął dowództwo grupy po śmierci pułkownika Lisa-Kuli. Brał udział w zdobyciu Łucka, a następnie w akcji bojowej Dywizji Piechoty generała Hallera. Na froncie poleskim i w walkach ofensywnych wiosną 1920 dowodził grupą, która znajdowała się w składzie 9 Dywizji Piechoty. Podczas odwrotu 17 czerwca został ranny, a we wrześniu organizował Jazdę Ochotniczą mjr. Jaworskiego, która składała się z trzech pułków kawalerii. Przed bitwą warszawską wszedł na jej czele w skład grupy uderzeniowej podległej Naczelnemu Wodzowi. Ścigając wroga po przełamaniu frontu 19 sierpnia 1920 został ranny pod Frankopolem.
Z jazdy ochotniczej organizował jesienią 1920 19 pułk Ułanów Wołyńskich, na czele którego w okresie od grudnia 1920 do maja 1921 nad Dźwiną patrolował polsko–sowiecką linię demarkacyjną. Ze względu na chorobę przebywał dłuższy czas na urlopie. 3 maja 1922 został zweryfikowany w stopniu majora ze starszeństwem z dniem 1 czerwca 1919 roku. Po wojnie odbył kurs dla dowódców pułków w Rembertowie. 14 czerwca 1923 został przeniesiony z 5 pułku ułanów do 2 pułku Szwoleżerów Rokitniańskich w Bielsku na stanowisko zastępcy dowódcy pułku. Z dniem 31 października 1923, na własną prośbę, został przeniesiony do rezerwy. W następnym roku był oficerem rezerwy 2 pułku strzelców konnych w Hrubieszowie. 30 marca 1925 został „zwolniony z szeregów armii” na podstawie art. 85 lit. b ustawy z 23 marca 1922 o podstawowych obowiązkach i prawach oficerów Wojsk Polskich. 
16 marca 1924 we Włodzimierzu Wołyńskim po powrocie do domu z objazdu majątku, którym administrował, Jaworski wdał się w sprzeczkę z własną matką. W pewnym momencie, w napadzie szału, wyciągnął browninga i zastrzelił ją. W literaturze utrwalony został także inny przekaz na temat tego tragicznego wydarzenia, zgodnie z którym Jaworski jakoby w czasie awantury w restauracji we Lwowie, wymachując rewolwerem, przypadkowo zastrzelił matkę. 
Po zdiagnozowaniu u niego choroby umysłowej został umieszczony w Państwowym Zakładzie dla Umysłowo Chorych w Kulparkowie. W 1938 nadal przebywał w Kulparkowie, dalsze jego losy są nieznane.

## Ordery i odznaczenia
- Krzyż Srebrny Orderu Wojskowego Virtuti Militari (1921)[22]
- Krzyż Walecznych (czterokrotnie - „za czyny męstwa i odwagi wykazane w bojach toczonych w latach 1918–1921”)[23]